# Mario Rainer Lepsius

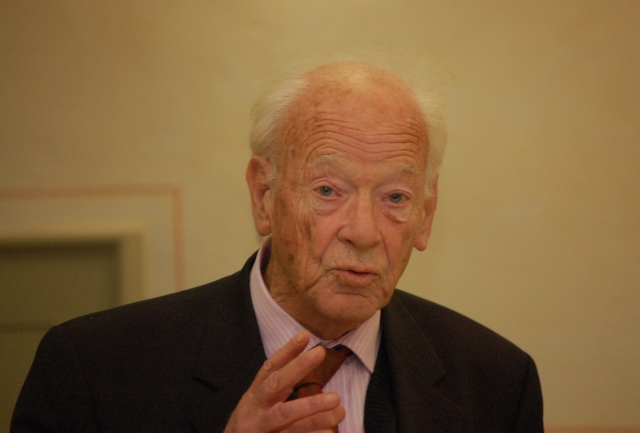
Mario Rainer Lepsius (2006)

Mario Rainer Lepsius (* 8. Mai 1928 in Rio de Janeiro, Brasilien; † 2. Oktober 2014 in Weinheim) war ein deutscher Soziologe und Mitherausgeber der historisch-kritischen Max-Weber-Gesamtausgabe, der als M. Rainer Lepsius bekannt war und überwiegend unter diesem Namen publizierte. Er wirkte unter anderem als Lehrstuhlinhaber in Mannheim und Heidelberg.

## Leben und Wirken
Mario Rainer Lepsius, meist abgekürzt M. Rainer Lepsius, 1928 in Brasilien geboren und Enkel des Chemikers Bernhard Lepsius, wuchs seit 1936 in München auf und erlebte dort das Ende des Zweiten Weltkriegs im Alter von siebzehn Jahren. Von 1947 bis 1952 studierte er Geschichte, Volkswirtschaftslehre und Soziologie an den Universitäten München und Köln. 1950 erlangte er das Diplom für Volkswirte an der Universität München und wurde dort 1955 zum Dr. oec. publ. promoviert. Während er in München eine Einführung in die Soziologie bei Alfred von Martin belegen konnte, wurde er in Köln von René König angezogen, und sein Interesse wandte sich dadurch ganz der Soziologie zu. Gerhard Weisser interessierte ihn für Stadtplanung. Im Herbst 1951 lernte er bei einem London-Aufenthalt die London School of Economics and Political Science kennen. Friedrich Lütge bot ihm darauf eine Assistentenstelle im Seminar für Wirtschaftsgeschichte in München an, womit er Kollege von Knut Borchardt wurde. Außerdem wurde er mit einer Studie über die soziale Stellung des Meisters im Industriebetrieb beauftragt, woraus sich Kontakte zu Industriesoziologen wie Theo Pirker, Burkart Lutz und Friedrich Weltz ergaben.
Von 1955 bis 1956 verbrachte Lepsius mit einem Fulbright-Stipendium an der Columbia University bei Robert K. Merton und Paul F. Lazarsfeld und nahm ebenso Verbindung auf zur New School for Social Research. Von 1957 bis 1963 war er Alfred von Martins wissenschaftlicher Assistent am Institut für Soziologie der Universität München, das hernach von Emerich Klaus Francis geleitet wurde. 1963 habilitierte er sich dort mit einer Kritik der funktionalistischen Theorie der sozialen Schichtung. Im selben Jahr wechselte er an die damalige Wirtschaftshochschule, heute Universität Mannheim, wo er bis 1981 als Ordinarius für Soziologie wirkte. Von 1981 bis 1993 wirkte er in gleicher Position an der Universität Heidelberg. Seit 1993 war er dort Emeritus.
Lepsius war von 1970 bis 1974 Vorsitzender der Deutschen Gesellschaft für Soziologie. Er war Mitglied mehrerer Akademien: seit 1977 ordentliches Mitglied der Heidelberger Akademie der Wissenschaften, seit 1992 korrespondierendes Mitglied der Bayerischen Akademie der Wissenschaften und seit 2004 ausländisches Mitglied der Klasse für Moral-, Historische und Philologische Wissenschaften der Accademia delle Scienze di Torino. 1992 wurde er zum ordentlichen Mitglied der Academia Europaea gewählt.
Lepsius galt als ein namhafter Forscher und Theoretiker der gegenwärtigen Gesellschaft. Wie die meisten Soziologen der Nachkriegsgeneration hatte er als Industriesoziologe begonnen und war Mitglied des „Fachausschusses für Industriesoziologie der Deutschen Gesellschaft für Soziologie“, dem alle namhaften Nachwuchssoziologen angehörten. Sein besonderes Interesse galt dem Werk Max Webers, an dessen historisch-kritischer Gesamtausgabe er als Mitherausgeber maßgeblich beteiligt war. Seine Forschungen erstreckten sich zudem auf historische und gegenwartsbezogene Sozialstrukturanalysen. Außerdem hat er im Bereich der Politischen Soziologie sowie zur Europäischen Union gearbeitet. Stark beeinflusst hat Lepsius die politische Kulturforschung durch seinen Milieubegriff.
Die Martin-Luther-Universität Halle-Wittenberg verlieh ihm den Dr. phil. h. c. Die Deutsche Gesellschaft für Soziologie hat ihn im Jahr 2000 mit dem Preis für ein herausragendes wissenschaftliches Lebenswerk geehrt.
Lepsius war seit 1958 mit der promovierten Publizistin und späteren SPD-Bundestagsabgeordneten Renate Lepsius, geborene Meyer, verheiratet und lebte in Weinheim an der Bergstraße. Ihr gemeinsamer Sohn ist der Staatsrechtslehrer Oliver Lepsius. Lepsius hatte 2008 im Rückblick erklärt, dass er Soziologe wurde, weil er die „Aufklärung“ suchte „gegen die deutsche kognitive Selbstverschleimung, die im Nationalsozialismus ihren Höhepunkt erreicht hat“.

## Schriften (Auswahl)
Schriftenverzeichnisse sind enthalten in: Adalbert Hepp, Martina Löw (Hrsg.): M. Rainer Lepsius. Soziologie als Profession. Campus Verlag, Frankfurt am Main/New York 2008, ISBN 3-593-38322-5, S. 161–178 und Steffen Sigmund, Gert Albert, Agathe Bienfait, Mateusz Stachura (Hrsg.): Soziale Konstellation und historische Perspektive. Festschrift für M. Rainer Lepsius. VS Verlag, Wiesbaden 2008, ISBN 3-531-15852-X, S. 468–483.
- Soziologie und Soziologen. Aufsätze zur Institutionalisierung der Soziologie in Deutschland. Hrsg. von Oliver Lepsius. Mohr Siebeck, Tübingen 2017, ISBN 3-16-155624-0.
- Max Weber und seine Kreise. Essays. Mohr Siebeck, Tübingen 2016, ISBN 3-16-154738-1.
- Soziale Schichtung in der industriellen Gesellschaft. Mit einer Einführung von Wolfgang Schluchter. Mohr Siebeck, Tübingen 2015, ISBN 3-16-154168-5 (zugleich: Habil.-Schr., München 1963).
- Institutionalisierung politischen Handelns. Analysen zur DDR, Wiedervereinigung und Europäischen Union. Springer VS, Wiesbaden 2014, ISBN 3-658-01325-7.
- Demokratie in Deutschland. Soziologisch-historische Konstellationsanalysen. Ausgewählte Aufsätze. Vandenhoeck & Ruprecht, Göttingen 1993, ISBN 3-525-35763-X (Digitalisat).
- Interessen, Ideen und Institutionen. Westdeutscher Verlag, Opladen 1990, ISBN 3-531-11879-X (2. Auflage. VS Verlag, Wiesbaden 2009, ISBN 3-531-16581-X).
- Extremer Nationalismus. Strukturbedingungen vor der nationalsozialistischen Machtergreifung. Kohlhammer, Stuttgart 1966, DNB 457412623.
- Parteiensystem und Sozialstruktur. Zum Problem der Demokratisierung der deutschen Gesellschaft.  In:  Wilhelm Abel, Knut Borchardt, Hermann Kellenbenz, Wolfgang Zorn (Hrsg.): Wirtschaft, Geschichte und Wirtschaftsgeschichte. Festschrift zum 65. Geburtstag von Friedrich Lütge. Fischer, Stuttgart 1966, DNB 458669210, S. 371–393.
  - wieder abgedruckt in: Gerhard A. Ritter (Hrsg.): Deutsche Parteien vor 1918. Kiepenheuer & Witsch, Köln 1973, ISBN 3-462-00958-3, S. 56–80.

Gesamtausgabe Max Weber
- Horst Baier, Gangolf Hübinger, M. Rainer Lepsius, Wolfgang J. Mommsen, Wolfgang Schluchter, Johannes Winckelmann (Hrsg.): Max-Weber-Gesamtausgabe (MWG). 47 Bände. Mohr-Siebeck, Tübingen 1984–2019.